# Hoa bất tử
Hoa bất tử, hay còn gọi là cúc bất tuyệt, tên khoa học Xerochrysum bracteatum, là một loài thực vật thuộc họ Cúc (Asteraceae).

## Phân loài, thứ, dạng
- H. b albidum
- H. b album (đồng nghĩa: H. niveum)
- H. b angustifolium
- H. b atrococcineum
- H. b atrosanguineum
- H. b aureum
- H. b bicolor (đồng nghĩa: H. bicolor)
- H. b bracteatum
- H. b chrysanthum
- H. b eriopodum
- H. b incurvum
- H. b nanum-album
- H. b nanum-atrococcineum
- H. b nanum-atrosanguineum
- H. b nanum-luteum
- H. b nanum-roseum
- H. b normale
- H. b normalis (đồng nghĩa: H. lucidum normalis)
- H. b papillosum (đồng nghĩa: H. papillosum)
- H. b viscosum (đồng nghĩa: H. viscosum)

## Biểu tượng
Tại Việt Nam được trồng phổ biến ở Đà Lạt, và tại đây nó được coi là biểu tượng cho tình yêu bất diệt. Hoa bất tử thường được các bạn trẻ tặng nhau để thể hiện tình yêu của mình. Những bông hoa bất tử nhỏ bé nhưng lại mang ý nghĩa sâu sắc. Tuy bông hoa, những cánh hoa đã chết, song nó vẫn giữ được màu sắc ban đầu của mình. Chính vì điều ấy, bất tử được thể hiện như minh chứng của tình yêu vĩnh cửu.

## Hình ảnh

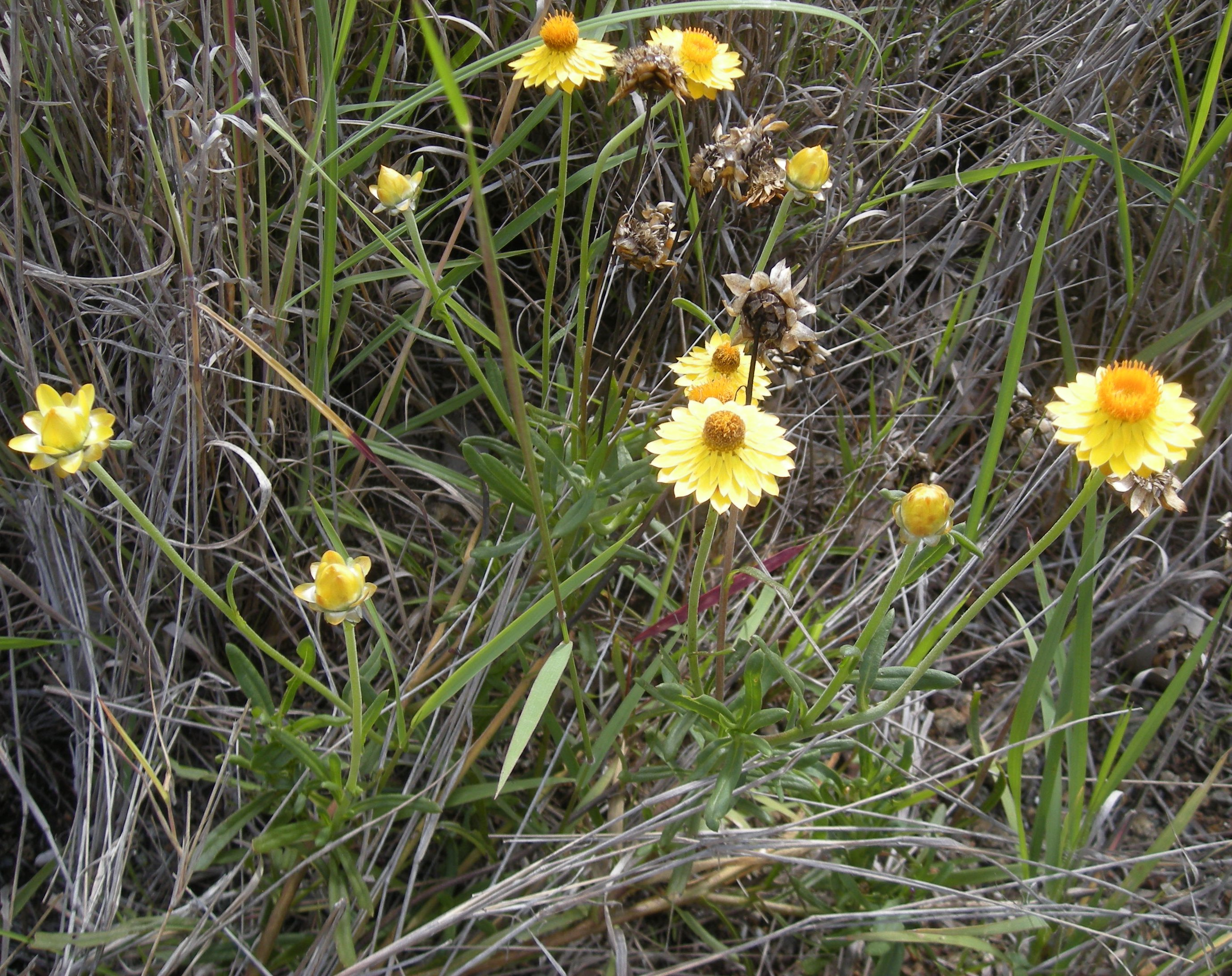
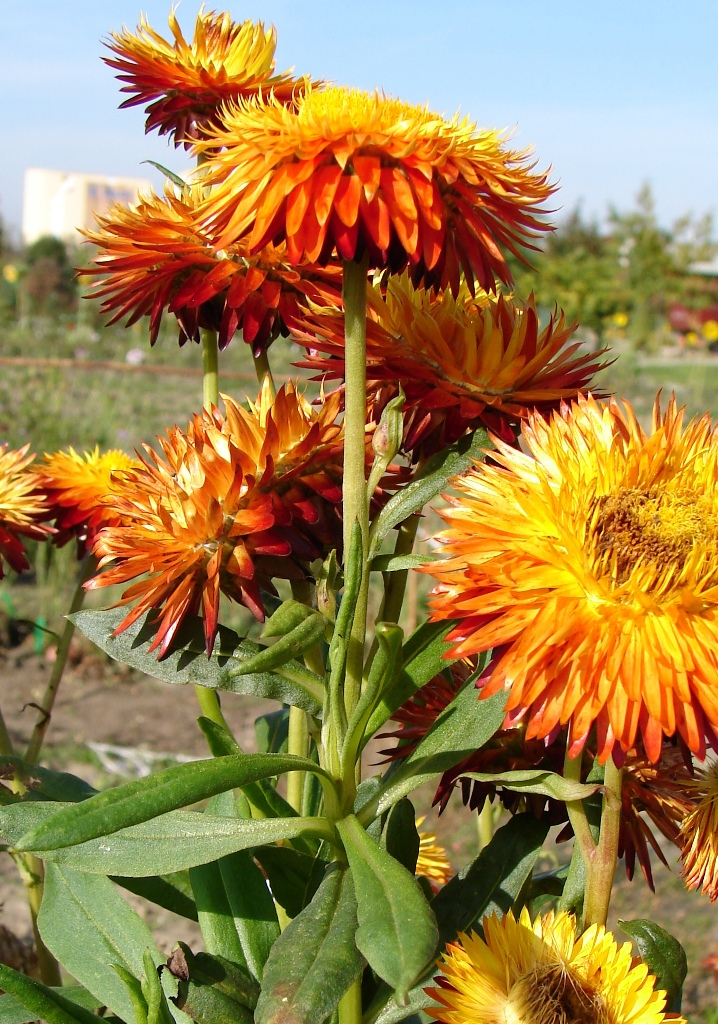
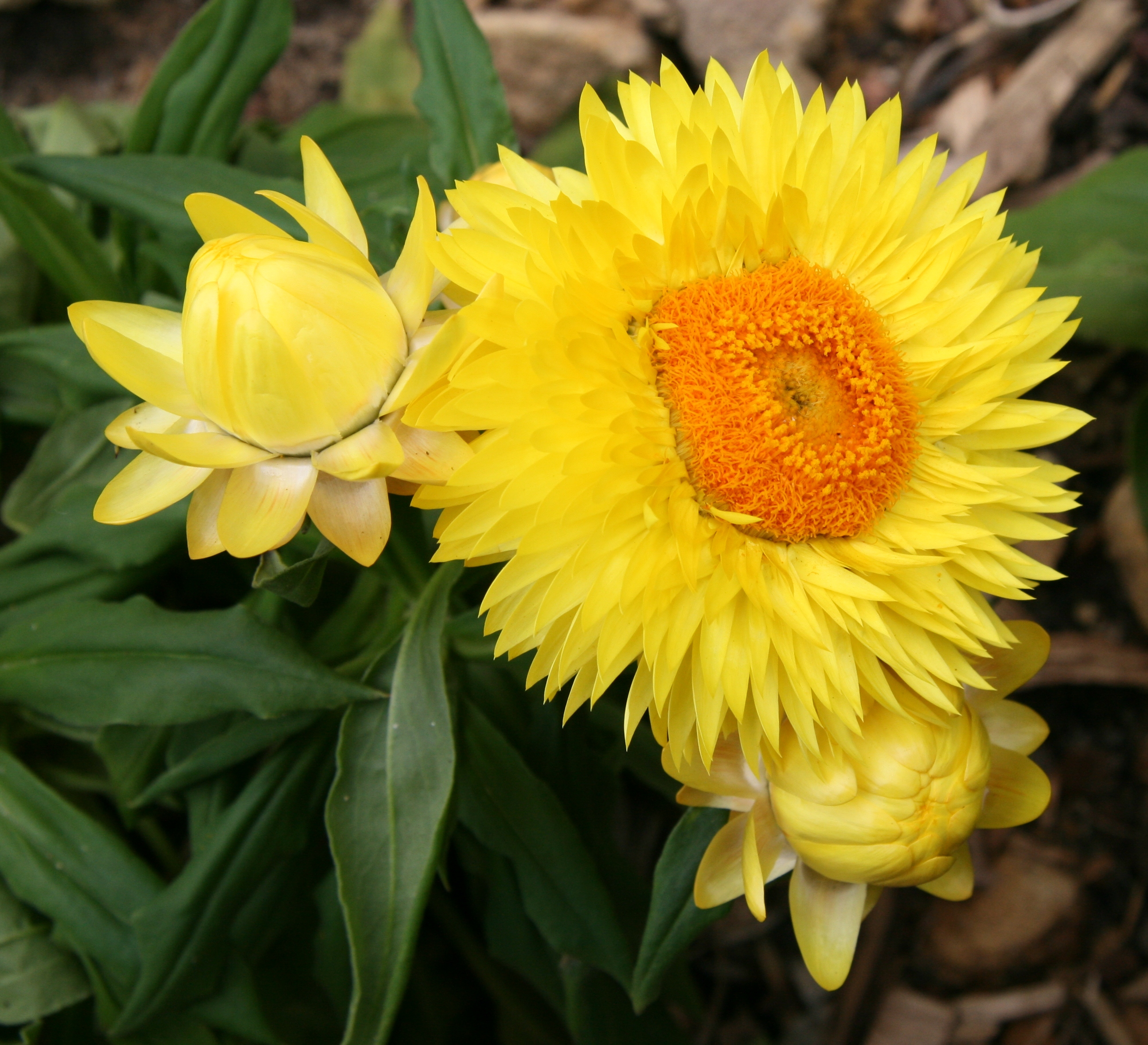
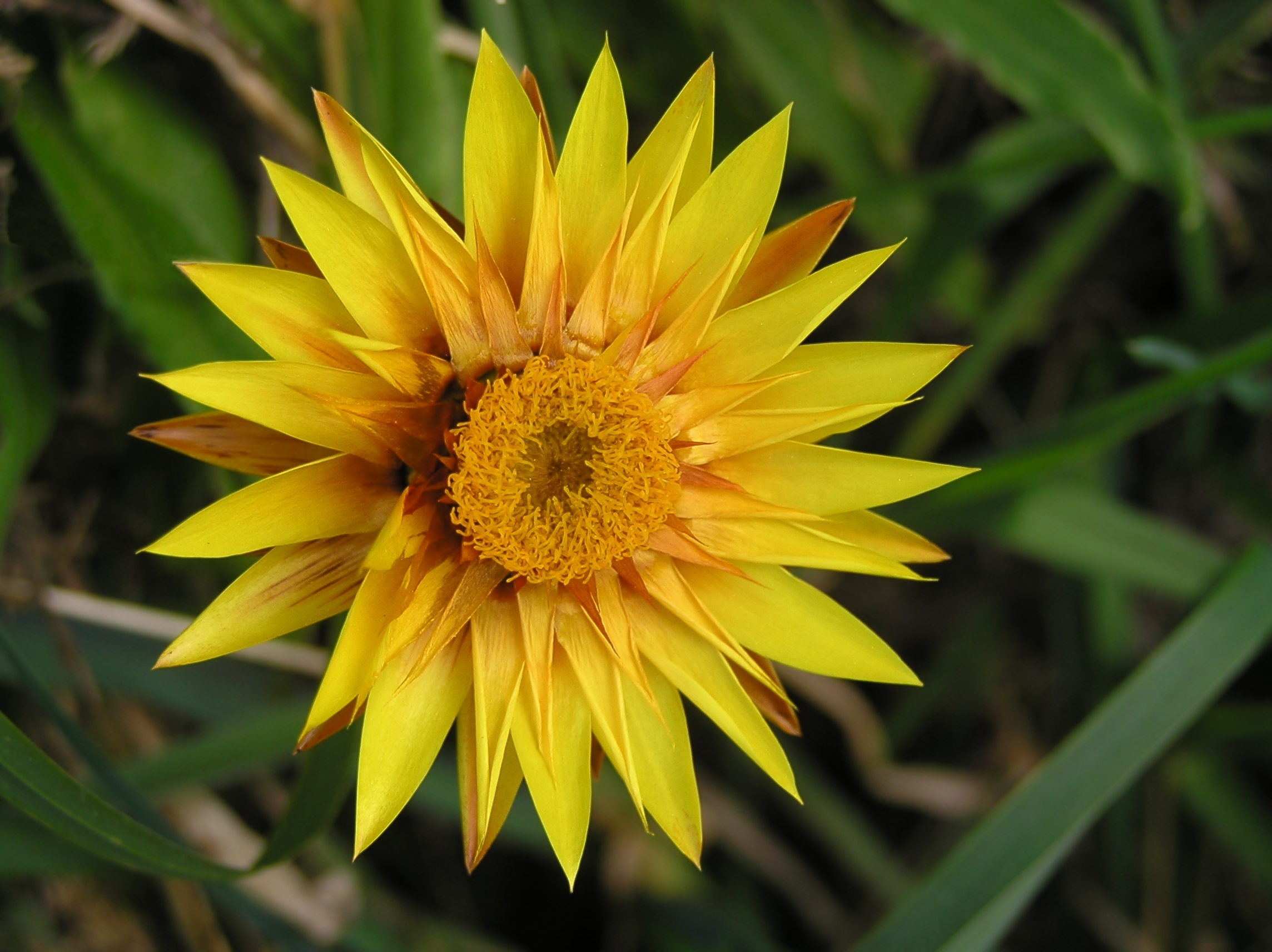
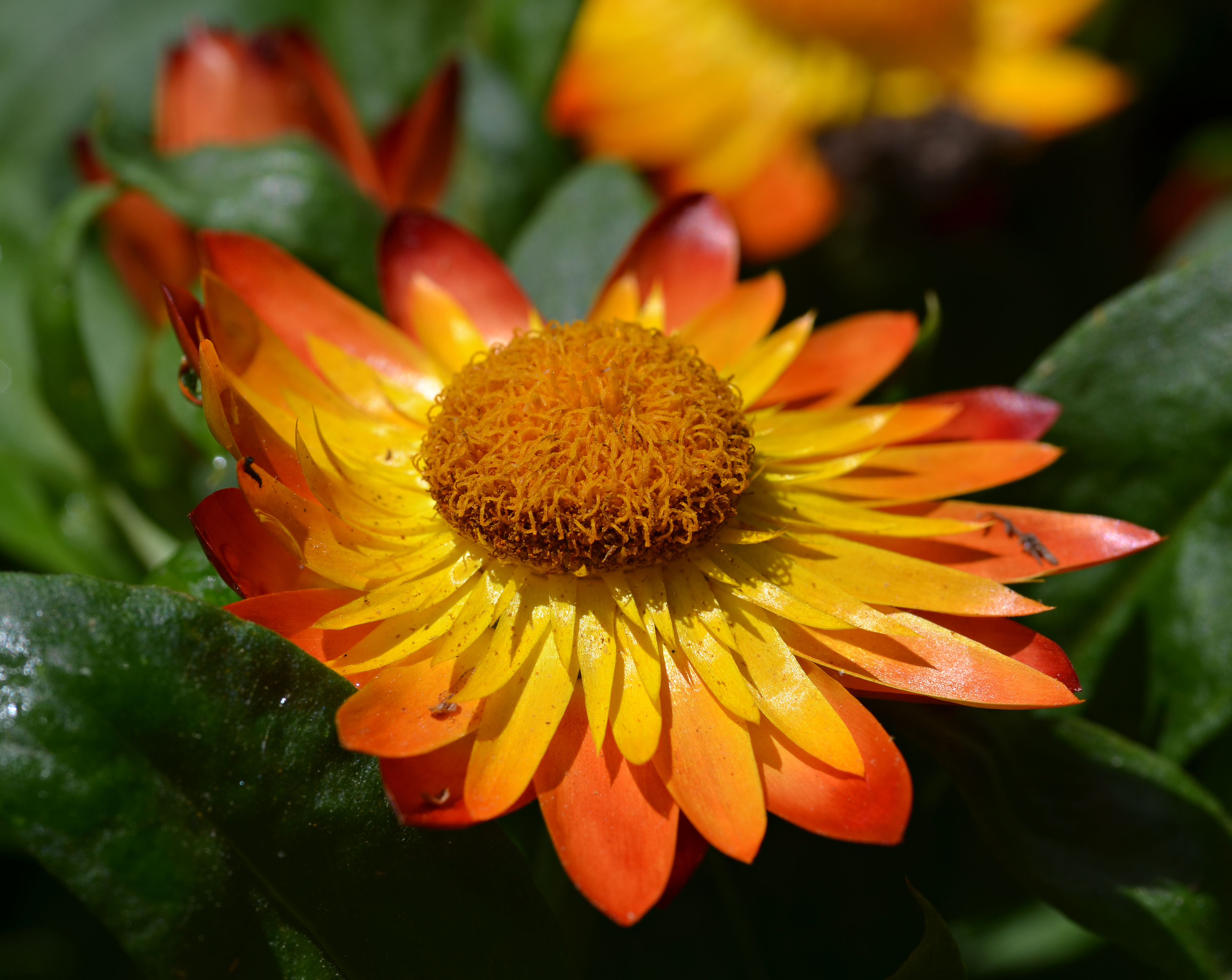